# Démocratie et liberté
Démocratie et liberté (en catalan Democràcia i Llibertat, en espagnol Democracia y Libertad) est le nom d'une coalition politique de Catalogne qui s'est présentée aux élections générales espagnoles de 2015.

## Composition
Elle est composée de Convergence démocratique de Catalogne (CDC), des Démocrates de Catalogne (DC) et de Reagrupament (RI.cat).

## Historique

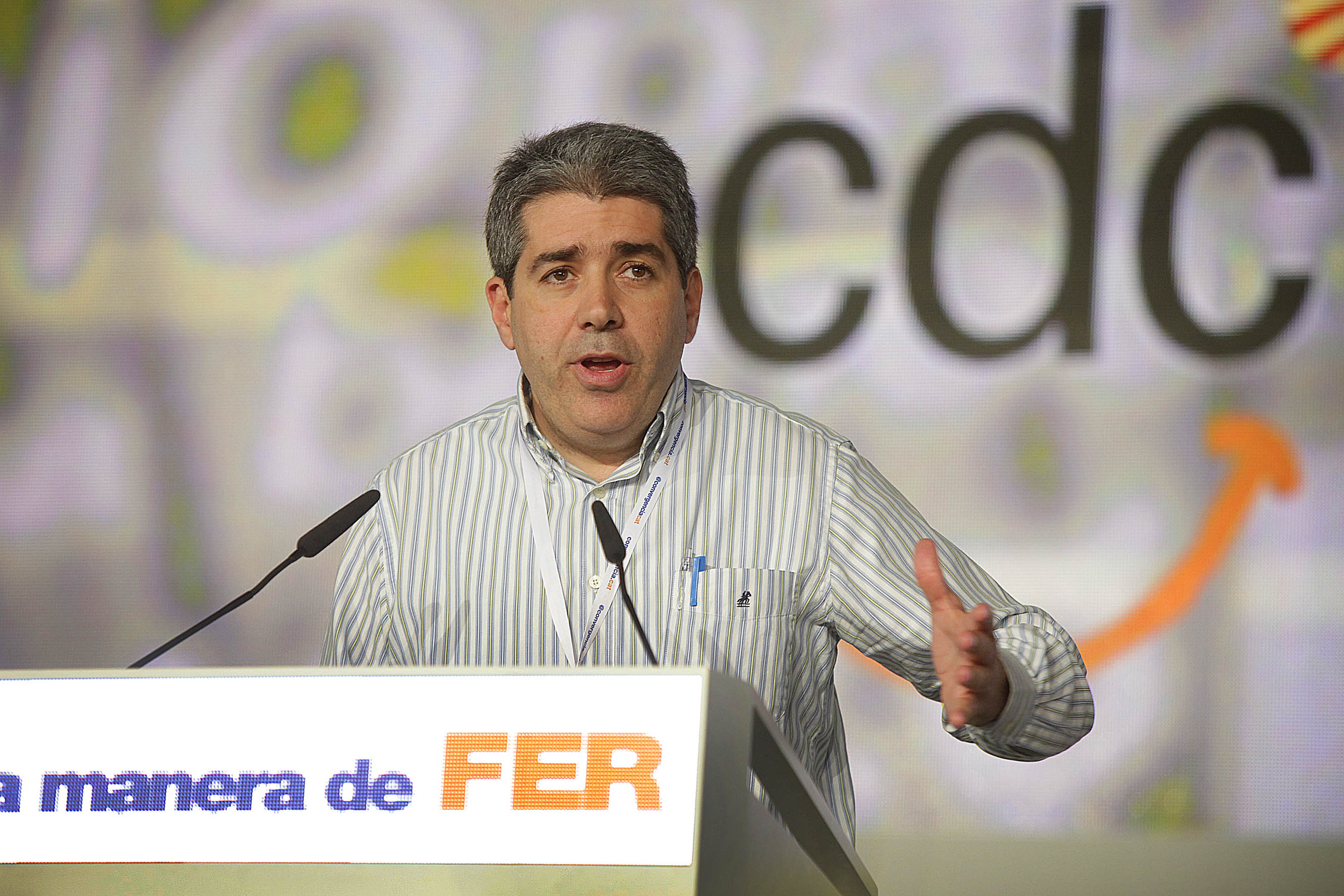
Francesc Homs à Reus en 2012.

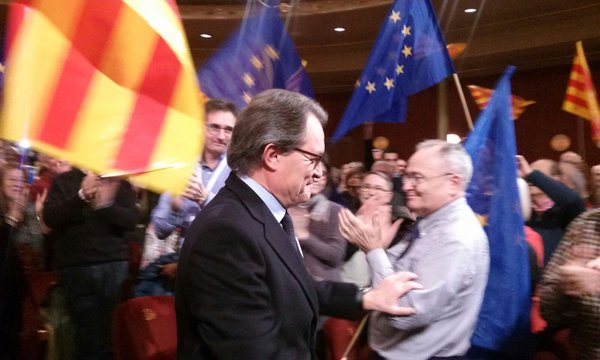
Le président Mas à Sabadell lors d'un meeting électoral en décembre 2015.

La coalition est créée le 6 novembre 2015 quand CDC approuve son principe par 84,25 % des voix de ses membres, et DC par 78 % des voix de ses membres.
Pour les élections générales espagnoles de 2015, la liste est conduite par Francesc Homs. Elle totalise 15,08 % des voix en Catalogne et obtient huit sièges de députés et six de sénateurs.
Le 9 mai 2016, CDC annonce qu'elle se présente seule aux élections générales anticipées du 26 juin suivant. De leur côté, les Démocrates de Catalogne décident de ne pas présenter de candidature lors de ces élections.

## Résultats

### Élus
- Francesc Homs i Molist (CDC)
- Carles Campuzano i Canadès (CDC)
- Lourdes Ciuró i Buldó (CDC)
- Míriam Nogueras i Camero (ind.)
- Jordi Xuclà i Costa (CDC)
- Elena Ribera i Garijo (DC)
- Ferran Bel i Accensi (CDC)
- Antoni Postius i Terrado (CDC)

### Sources
- (ca) Cet article est partiellement ou en totalité issu de l’article de Wikipédia en catalan intitulé « Democràcia i Llibertat » (voir la liste des auteurs).